# Club Deportivo Futbolistas Asociados Santanecos
O Club Deportivo Futbolistas Asociados Santanecos ou simplesmente FAS é um clube esportivo de Santa Ana, El Salvador. Compete na Liga Pepsi, a Primeira Divisão do Futebol de seu país. Manda seus jogos no Estádio Óscar Quiteño, o terceiro maior do país. Possui grande rivalidade nacional com as equipes do Águila de San Miguel e Alianza da capital San Salvador. 
É o clube de maior sucesso no futebol salvadorenho, sendo o maior campeão nacional com 17 títulos. É um dos três clubes de seu país que venceram a Liga dos Campeões da CONCACAF, a conquistando em 1979.

## História
Durante uma reunião ocorrida na Escola de Artes e Ofícios José Mariano Méndez, em 16 de fevereiro de 1947, representantes de combinados de futebol da cidade de Santa Ana entraram em um acordo para criar uma união esportiva que as representasse, e esta foi batizada de "Futebolistas Associados Santanecos", usando a abreviação "FAS". 
Essa agremiação jogou sua primeira partida no Campo Finca Modelo em amistoso contra o Club Deportivo Libertad, último campeão dos Torneios Amadores. O FAS acabou sendo derrotado por 4x1, cabendo a Pipe Ochoa a honra de marcar o primeiro gol da história. A primeira vitória só veio no campeonato oficial de 1948-49, pelo placar de 2x1 sobre o Juventud Olímpica. 

## Símbolos

### Uniforme
- Fundação a 1962 - o primeiro uniforme do clube consistia na combinação azul-amarelo, sendo utilizado até 1962
- 1963-1965 - O clube passou a utilizar um uniforme totalmente preto.
- 1989-Hoje - O clube passou a adotar a combinação atual que consiste em camisa divida meio a meio em azul e vermelho, shorts branco e meias vermelhas.

### Mascote
O mascote do FAS é o tigre, este sendo representado em seu escudo atual. 

### Escudo
1ª Escudo

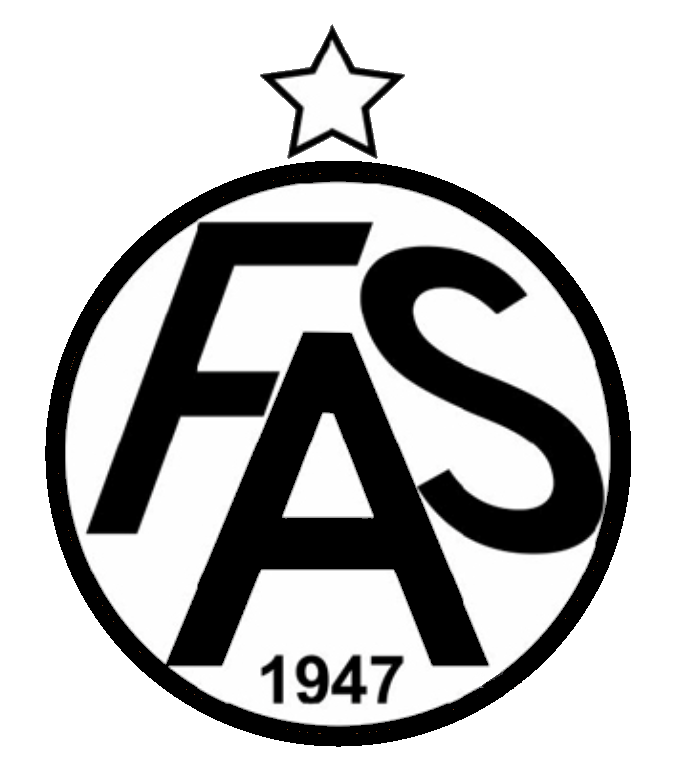
Primeiro escudo do FAS

O escudo original da fundação em 1947 consistia no acrônimo FAS, em letras pretas. Posteriormente este adotou um circulo branco de margens também pretas.
Escudo atual
A partir dos anos 80 o clube convencionou o uso do escudo atual, que consiste em dois círculos de margens pretas. O circulo maior é totalmente branco e  possui as inscrições "C.D. FAS" em letras azuis na parte superior e "Santa Ana" e "El Salvador" na parte inferior. Essas inscrições estão em faixas brancas sobrepostas a círculos de margem vermelha. O circulo menor é dividido ao meio entre as cores azul e vermelho, com um tigre em cores naturais desenhado ao centro.

## Torcida
A torcida do FAS é uma das maiores em seu país, possuindo também torcedores em comunidades imigrantes em países como os Estados Unidos. Os torcedores são comumente chamados de fasistas. Os torcedores do clube fundaram a torcida organizada "Turba Roja".

## Jogos Importantes
- 29 de Julho de 1962 - C.D. FAS 0x4 Barcelona

## Títulos
- Campeonato Salvadorenho de Futebol: 17 (1951–52, 1953–54, 1957–58, 1961–62, 1962, 1977–78, 1978–79, 1981, 1984, 1994–95, 1995–96, C-2002, A-2002, A-2003, C-2004, C-2005, A-2009)
- Copa dos Campeões da CONCACAF: 1 (1979)
- Vice-Campeonato da Copa Interamericana: 1 (1980)